# Qualcosa di speciale
(Tagline del film.)
Qualcosa di speciale (Love Happens) è un film del 2009 diretto da Brandon Camp con Jennifer Aniston e Aaron Eckhart.

## Trama
Ryan Burke è un uomo di mezz'età rimasto vedovo della sua bellissima moglie a causa di una tragica fatalità. Nel tentativo di elaborare in maniera positiva il suo dolore decide di scrivere e pubblicare un libro, ove spiega come poter affrontare e superare la perdita di una persona cara. Il libro riscuote in poco tempo un'accoglienza così sorprendente da parte di lettori e critica e Ryan ottiene tanto successo e ammirazione, da renderlo un vero e proprio guru sull'argomento.
Durante un viaggio di lavoro a Seattle, sede di uno dei tanti seminari in cui entra in contatto con i suoi lettori per parlare e confortarli su un dolore, che a tutti quanti sembra difficile da sopportare e superare, Ryan conosce nell'atrio del suo hotel Eloise Chandler, una graziosa fioraia che ha subìto ripetute e cocenti delusioni amorose, che hanno rafforzato in lei la convinzione di non volersi lasciare più coinvolgere in nessun tipo di relazione sentimentale.
Ma la scintilla tra i due non tarda a scoccare e tale attrazione inizialmente non fa altro che mettere Ryan di fronte alla cruda realtà di un lutto ed un dolore ancora latenti nel suo quotidiano e che la sua fortunata avventura letteraria, con una corsa da un seminario all'altro, hanno malamente sopito.
Eloise dal canto suo fatica a lasciarsi andare a causa della paura di soffrire e di amare ancora, però si rende conto che per poter andare avanti nella vita è necessario lasciarsi alle spalle le sofferenze passate.
È pertanto Eloise a far aprire gli occhi a Ryan sul come non sia ancora riuscito a confrontarsi con il proprio dolore, dandogli la scossa decisiva e aiutandolo così a comprendere quale sia per lui la strada giusta da seguire per oltrepassare quel bivio dinnanzi al quale è bloccato da tanto, troppo tempo: percorrere i passi da lui tanto decantati nel suo libro o proseguire con la sua brillante carriera di "esperto in materia", continuando però a mentire agli altri e soprattutto a se stesso.

## Produzione

### Titolo
Il titolo del film inizialmente era Brand New Day, in seguito cambiato in Travelling, fino a diventare Love Happens.

### Riprese
Il film è ambientato a Seattle, e le riprese sono state effettuate a Vancouver e a Seattle.

## Distribuzione
Il film è stato pubblicato il 15 settembre 2009 negli Stati Uniti. Il 9 ottobre 2012 in Irlanda e nel Regno Unito. In Italia il film è stato distribuito nelle sale l'anno seguente, il 20 agosto 2010. Il titolo del film ha subito alcune variazioni in alcuni paesi ad esempio in Francia è stato tradotto in "Quand l'amour arrive" (Quando arriva l'amore), oppure in Portogallo "Amor Por Acaso" (Amore per caso).

## Slogan promozionali
- «Sometimes when you least expect it...»
«A volte, quando meno te lo aspetti...»
- «Quando meno te lo aspetti...» (presente sul DVD)

## Colonna sonora
La colonna sonora del film è stata distribuita su CD dalla Relativity Media Soundtracks, e contiene tracce dei Rogue Wave, dei The Postal Service, di Badly Drawn Boy e di John Hiatt.

### Soundtrack
1. The Time of Times – Badly Drawn Boy (3:17)
2. Dream – Priscilla Ahn (3:31)
3. Lake Michigan – Rogue Wave (5:01)
4. Fresh Feeling – Eels (3:38)
5. We Will Become Silhouettes – The Postal Service (4:59)
6. Your Hand In Mine – Explosions in the Sky (4:08)
7. Have A Little Faith in Me – John Hiatt (4:01)
8. IO (This Time Around) – Helen Stellar (5:05)
9. Everyday – Rogue Wave (3:38)
10. Little Wing - Christopher Young (6:02)
11. Love Happens - Christopher Young (3:22)

Nel trailer del film vi è anche Better Days dei Goo Goo Dolls, dall'album Let Love In.

## Accoglienza

### Incassi
Nel suo weekend di apertura, il film è approdato al 4º posto dietro a I Can Do Bad All By Myself, The Informant! e Piovono polpette.
Il film ha incassato complessivamente 36.088.028 dollari.

### Critica
Il sito Rotten Tomatoes ha riferito che il 17% dei critici ha dato recensioni positive al film, basate su 65 recensioni, con un punteggio di 3.9/10. Il sito Metacritic ha dato alla pellicola una valutazione come "generalmente sfavorevole", con un punteggio del 33% sulla base di 25 recensioni.

## Curiosità
Nella versione italiana, quando Ryan ed Eloise parlano dei biglietti che accompagnano gli omaggi floreali, è stata tradotta alla lettera la battuta di lei « La vita in un bigliettino 3 per 5... », riferita al cartoncino in mano a lui: evidentemente non è stata fatta la conversione dai pollici dell'originale, perché “3 per 5” centimetri sarebbe un francobollo, mentre 7 per 13 circa sono effettivamente le dimensioni di un biglietto medio, come quello letto da Ryan nella scena.
Nelle riprese l'attore indossa abiti Ermenegildo Zegna e scarpe firmate Giorgio Armani.

## Home video
Qualcosa di Speciale è stato distribuito in DVD e Blu-ray il 2 febbraio 2010 negli Stati Uniti.